# إلين بيكر
إلين بيكر (بالألمانية: Ellen Becker)‏ (3 أغسطس 1960) لاعبة تجديف ألمانية في رياضة التجديف حازت على الميدالية البرونزية عندما شاركت في الألعاب الأولمبية الصيفية 1984.

## روابط خارجية
- إلين بيكر على موقع الاتحاد الدولي للتجديف (الإنجليزية)
- إلين بيكر على موقع اللجنة الأولمبية الدولية (الإنجليزية)
- إلين بيكر على موقع أوليمبيديا (الإنجليزية)